# Milicz (công xã)
Gmina Milicz là một Gmina đô thị-nông thôn (quận hành chính) ở quận Milicz, Lower Silesian Voivodeship, ở phía tây nam Ba Lan. Khu vực hành chính của nó là thị trấn Milicz, nằm cách khoảng 49 kilômét (30 mi) về phía bắc thủ đô khu vực Wrocław.
Gmina có diện tích là 435,61 kilômét vuông (168,2 dặm vuông Anh), và tính đến năm 2006, tổng dân số của nó là 24.254 (trong đó dân số Milicz là 12.004, và dân số của vùng nông thôn của Gmina là 12.250).

## Gmina lân cận
Gmina Milicz giáp với thị trấn Sulmierzyce và các gmina của Cieszków, Jutrosin, Krośnice, Odolanów, Pakosław, Rawicz, Sosnie, Trzebnica, Zawonia, Zduny và Żmigród.

## Làng
Ngoài thị trấn Milicz, Gmina chứa các làng Baranowice, Bartniki, Borzynowo, Brzezina Sułowska, Czatkowice, Duchowo, Dunkowa, Gądkowice, Godnowa, Gogołowice, Gołkowo, Grabówka, Grabownica, Gruszeczka, Henrykowice, Kaszowo, Kolęda, Laki, Latkowa, Miłochowice, Miłosławice, Młodzianów, Niesułowice, Nowy Zamek, Olsza, Ostrowąsy, Piękocin, Piotrkosice, Poradów, Postolin, Potasznia, Pracze, Ruda Milicka, Ruda Sułowska, Słączno, Sławoszowice, Stawiec, Sulimierz, Sułów, Świętoszyn, Tworzymirki, Tworzymirki Gorne, Wałkowa, Węgrzynów, Wielgie Milickie, Wilkowo, Wodników Gorny, Wróbliniec, Wrocławice, Wszewilki, Wziąchowo Nam và Wziąchowo Wielkie.